# Saint-Hilaire, Isère
Saint-Hilaire är en kommun i departementet Isère i regionen Auvergne-Rhône-Alpes i sydöstra Frankrike. Kommunen ligger i kantonen Le Touvet som tillhör arrondissementet Grenoble. År 2018 hade Saint-Hilaire 1 284 invånare.

## Befolkningsutveckling
Antalet invånare i kommunen Saint-Hilaire
Referens:INSEE